# NGC 4233
NGC 4233 é uma galáxia lenticular (SB0) localizada na direcção da constelação de Virgo. Possui uma declinação de +07° 37' 27" e uma ascensão recta de 12 horas, 17 minutos e 07,6 segundos.
A galáxia NGC 4233 foi descoberta em 28 de Dezembro de 1785 por William Herschel.